# Place du Président-Mithouard
La place du Président-Mithouard est une voie publique située dans le 7e arrondissement de Paris.

## Situation et accès
Cette place est située à l'intersection du boulevard des Invalides, des avenues de Villars et Duquesne et de la place El Salvador.
La place entoure l'église Saint-François-Xavier ; sur le côté droit de l'église (vue de face), cette place comprend un espace vert nommé « square Pierre-de-Gaulle », tandis qu'à gauche, de manière symétrique, se trouve le square de l'Abbé-Esquerre.
Ce site est desservi par la ligne 13 à la station de métro Saint-François-Xavier.

## Origine du nom
Elle tient son nom de l'homme politique Adrien Mithouard (1864-1919), président du conseil municipal de Paris, qui vivait au no 10 de cette même place.

## Historique
L'actuelle place est créée par décret du 29 juin 1863, qui prévoit : 
« l'ouverture d'une voie d'isolement de 45 m de largeur au nord de l'église Saint-François-Xavier et d'une autre voie de 12 m de largeur au sud. Ces deux voies ont été percées en 1868 avec une même largeur de 45 m. »
La place, qui n'en est officiellement pas une, ne porte d'abord pas de nom, appelée simplement « avenue de l'Abbé-de-la-Salle » du côté des numéros impairs et « avenue Saint-François-Xavier » du côté des numéros pairs. Elle prend ensuite le nom de « place Saint-François-Xavier ».
Le 28 mai 1918, durant la Première Guerre mondiale, un obus lancé par la Grosse Bertha explose place Saint-François-Xavier devant l'église Saint-François-Xavier.
Le nom de « place du Président-Mithouard » est choisi en 1919, par arrêté du 5 août, approuvé par décret du 30 septembre.
Une partie de la place a été dévolue en 1979 à la place André-Tardieu.
Elle accueille une statue du général Charles Mangin, réalisée par le sculpteur Raymond Martin en 1950. Sous l'Occupation, les Allemands avaient fait fondre une statue du même personnage qui se trouvait place Denys-Cochin, dans le même arrondissement.

## Bâtiments remarquables et lieux de mémoire
- No 3 : ancien domicile de la famille de Gaulle[2],[3].
- No 10 : domicile d'Adrien Mithouard. Le peintre Louis Aston Knight y est né en 1873.

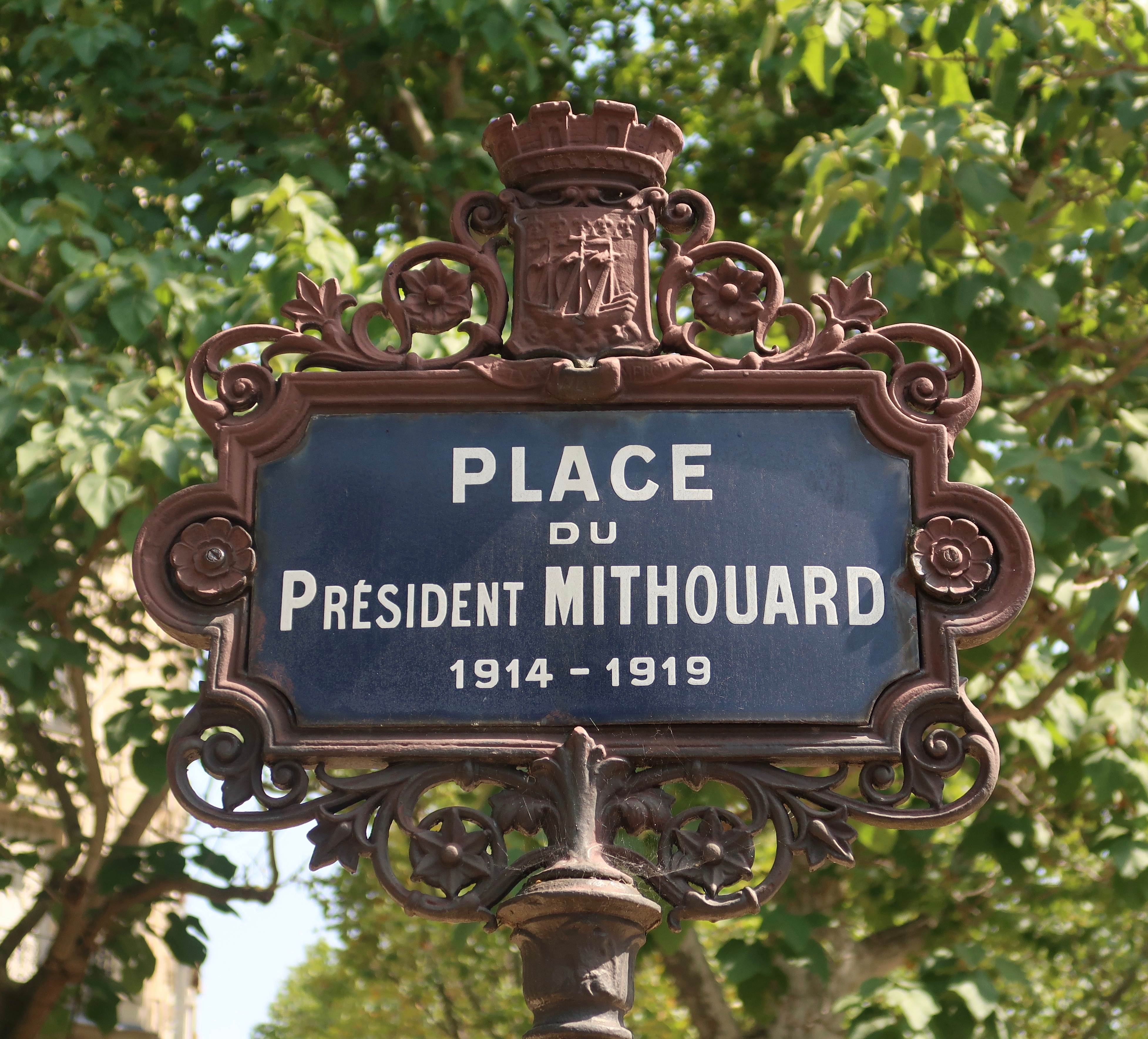
Plaque de la place en 2019.
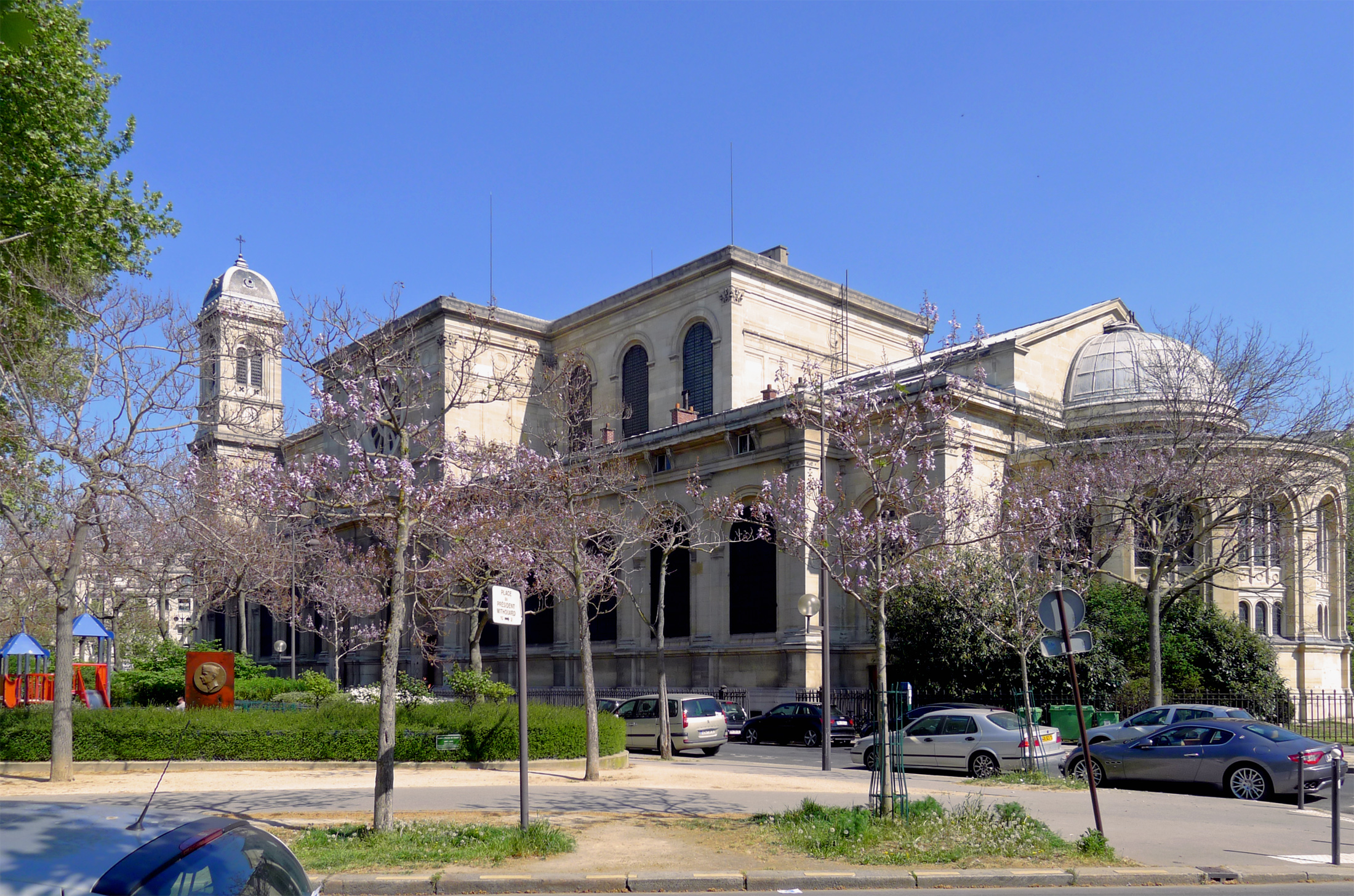
Le square Pierre-de-Gaulle et l'église Saint-François-Xavier.
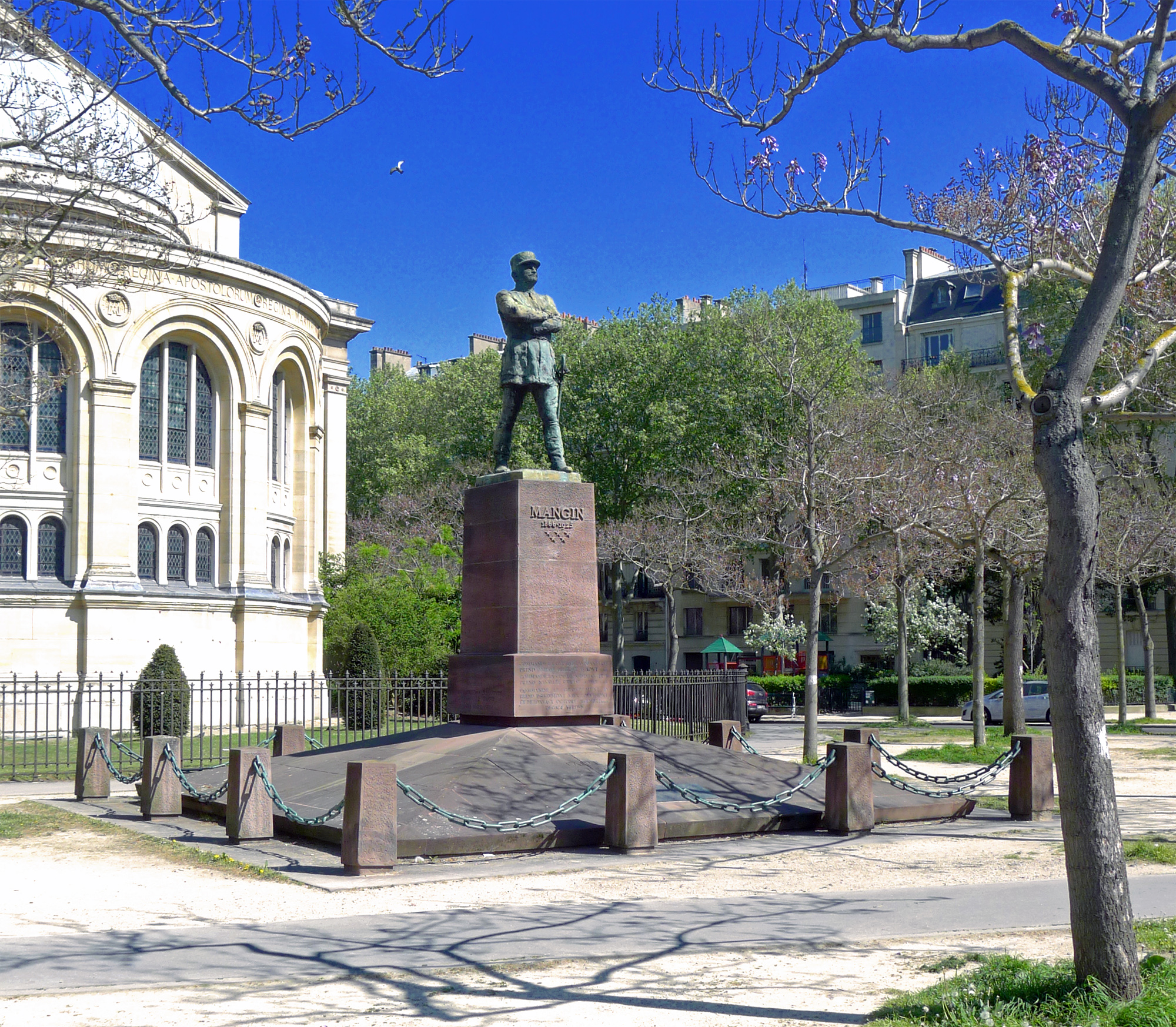
Statue du général Charles Mangin.